# Atsuo Masamune
Atsuo Masamune (正宗 敦夫, 15 novembre 1881 - 12 novembre 1958) est un poète et professeur de littérature japonaise.
Originaire du district de Wake de Honami (moderne Bizen), préfecture d'Okayama, il est le frère cadet du romancier et critique littéraire Hakuchō Masamune. Tandis que son frère s'installe à Tokyo, Atsuo reste à Bizen et gère les affaires familiales. Il étudie la poésie waka auprès d'Inoue Michiyasu et fréquente Shimaki Akahiko et Mokichi Saitō. Il devient  professeur à l'Université Notre Dame Seishin d'Okayama en 1952.
Il collectionne des livres rares et anciens et créé en 1936 la « Collection Masamune » (正宗文庫). Cette collection existe toujours et contient de nombreux textes de valeur.

## Source de la traduction
- (en) Cet article est partiellement ou en totalité issu de l’article de Wikipédia en anglais intitulé « Masamune Atsuo » (voir la liste des auteurs).